# Czuwaszskoje Drożżanoje
Czuwaszskoje Drożżanoje (ros. Чувашское Дрожжаное) – wieś (sieło) w Rosji, w Tatarstanie, w rejonie drożżanowskim. W 2010 liczyła 1068 mieszkańców, głównie Czuwaszy.